# Aloinopsis
Aloinopsis es un género relativamente poco numeroso de Aizoaceae de Sudáfrica, siendo similar en aspecto a un Aloe.
Las plantas tienen una gran raíz tuberosa y son ocasionalmente cultivadas como plantas ornamentales. Crecen en invierno y rechazan el exceso de agua. 

## Taxonomía
Aloinopsis fue descrito por el arqueólogo, historiador y botánico alemán, Martin Heinrich Gustav Schwantes, y publicado en Z. Sukkulentenk. 2: 177 (1926). La especie tipo es: Aloinopsis aloides (Haw.) Schwantes (Mesembryanthemum aloides Haw.) ; Lectotypus [Bullock, in Kew Bull. : 156 (1938)]
Etimología
Aloinopsis: nombre genérico compuesto por aloe y el término griego opsis = "similar", refiriéndose a la similitud de las especies del género con el Aloe.

## Especies
| - Aloinopsis acuta L.Bolus - Aloinopsis albinota Schwantes - Aloinopsis albipuncta Schwantes - Aloinopsis aloides Schwantes - Aloinopsis broomii L.Bolus - Aloinopsis cibdela Schwantes - Aloinopsis crassipes L.Bolus - Aloinopsis dyeri L.Bolus - Aloinopsis gerstneri L.Bolus - Aloinopsis hilmari (L.Bolus) L.Bolus - Aloinopsis jamesii L.Bolus - Aloinopsis lodewykii L.Bolus - Aloinopsis loganii L.Bolus - Aloinopsis luckhoffii (L.Bolus) L.Bolus - Aloinopsis malherbei (L.Bolus) L.Bolus | - Aloinopsis orpenii L.Bolus - Aloinopsis pallens L.Bolus - Aloinopsis peersii L.Bolus - Aloinopsis rosulata Schwantes - Aloinopsis rubrolineata Schwantes - Aloinopsis schooneesii L.Bolus - Aloinopsis setifera (L.Bolus) L.Bolus - Aloinopsis spathulata (Thunb.) L.Bolus - Aloinopsis thudichumii L.Bolus - Aloinopsis transvaalensis Schwantes - Aloinopsis villetii (L.Bolus) L.Bolus - Aloinopsis vittata Schwantes - Aloinopsis wilmaniae L.Bolus |